# Dorotea (Suecia)
Dorotea es un municipio de la provincia de Västerbotten, al norte de Suecia. La ciudad de nombre homónimo, sede del gobierno local, se encuentra a 386 metros de altitud y posee 1600 habitantes.

## Historia
Dorotea ha estado habitada desde 1713, cuando una serie de exploradores se asentaron en una ciudad conocida como Bergvatten (Montaña de agua). Esta población creció hasta tener 41 casas al final del siglo y los residentes decidieron construir una capilla. En 1799 la ciudad pasó a llamarse Dorotea, en honor a la reina Federica Dorotea Guillermina. La iglesia original ardió en 1932, inaugurándose una nueva en 1934.

## Geografía
Dorotea es uno de los municipios menos poblados de Suecia. También es uno de los municipios en los que el coste de vida es más bajo. 

## Industria
Entre las industrias de Dorotea, la más conocida es la constructora de caravanas Polarvagnen, ahora conocida como SoliferPolar al haberse fusionado con otra compañía. Otras industrias conocidas de la zona son Dorocell, Svenska Tält y S-Karosser. 
En los últimos años, varias compañías de tecnologías de la información (IT) se han instalado en el municipio. En los primeros años 2000, la compañía Spray se localizaba aquí, pero se trasladó más tarde a Sollefteå. La casa que tenía como sede fue ocupada posteriormente por Datakompisen.